# Battaglia di Gully Ravine
La battaglia della fossa di Gully (in inglese Gully Ravine) ebbe luogo dal 28 giugno al 5 luglio 1915, a nord di Capo Helles, sulla penisola turca dove sorge Gallipoli, durante la prima guerra mondiale. La battaglia fece parte dei combattimenti tra l'esercito ottomano e quello britannico, nel tentativo di quest'ultimo di ottenere il controllo dello stretto dei Dardanelli, originariamente controllato dai turchi.

## Antefatti
Il 21 giugno 1915, le forze francesi, alla destra delle linee britanniche, ottennero dei progressi nel loro settore, vicino a Kereves Dere. Il generale delle truppe dell'Intesa, sir Ian Hamilton, decise di far capitolare il nemico, attraversando una gola (la Gully Ravine è una gola scavata da un antico corso d'acqua lunga 4 km) profonda e anche attraversando le sporgenze della gola stessa. L'attacco venne programmato per il 29 giugno.

## Ordine di battaglia

### Impero britannico[4]
29ª Divisione (dell'VIII Corpo d'Armata)
- 86ª Brigata
- 87ª Brigata (tra cui il 1° Border Regiment)
- 88ª Brigata
- 156ª Brigata
- 29ª Brigata Indiana

### Impero ottomano[5]
I Corpo d'Armata
- 3ª Divisione

II Corpo d'Armata
- 4ª Divisione
- 5ª Divisione
- 6ª Divisione

III Corpo d'Armata
- 9ª Divisione

IV Corpo d'Armata
- 11ª Divisione
- 12ª Divisione

## Battaglia
Le truppe britanniche e indiane furono impiegate nel tentativo di trarre vantaggio da un'avanzata delle truppe francesi, sperando anche di poter ottenere il controllo della collina di Achi Baba. Nonostante la carenza di munizioni e colpi per l'artiglieria, gli inglesi riuscirono a guadagnare terreno, conquistando le trincee costiere del nemico. I turchi tentarono, in seguito, un contrattacco in luglio per riguadagnare le posizioni perse, ma l'attacco fallì e furono respinti. L'unico vantaggio per i turchi fu quello di impedire al nemico di guadagnare altro terreno.
Sulla sinistra, l'attacco sarebbe stato eseguito dalle brigate indiane, ovvero l'86ª e l'87ª brigata sulla Gully Spur (una delle sporgenze). La gola sarebbe stata attraversata dal 1° Border Regiment e sul Fir Tree Spur (l'altra sporgenza) vi erano nuovi elementi della 156ª brigata, supportati dall'88ª brigata, in riserva.
Gli errori vennero commessi già dall'inizio. Il fianco sinistro era considerato il più duro, e ciò fu determinante per la distribuzione dell'artiglieria. Il fianco destro infatti non ebbe l'adeguata artiglieria che la battaglia avrebbe richiesto.
Dopo almeno due ore di bombardamenti d'artiglieria, il 1° Border Regiment si lanciò sul Fir Tree Spur contro una mitragliatrice turca, posizionata su un sistema di trincee chiamato Boomerang. Il fortino fu conquistato, ma la trincea vicino si rivelò più ardua da catturare. Le successive ondate della 156ª brigata furono respinte da una mitragliatrice turca allora sconosciuta, posizionata in un'ulteriore trincea.
Sul Gully Spur, i progressi giunsero rapidamente, anche se non senza significative perdite, e non meno di cinque trincee turche furono conquistate. I combattimento continuarono fino ai primi di luglio, e dopo il consolidamento delle posizioni, l'Intesa ottenne un chilometro di terreno sul fianco sinistro e 500 metri su quello destro. Nella gola venne creato una nuova linea del fronte, chiamata Border Barricade dopo che vi si stabilì il 1° Border Regiment.

## Conseguenze
La battaglia diede ai britannici la più ampia avanzata a Capo Elles che costò loro 3 800 uomini, metà dei quali facevano parte della 156ª brigata, appena giunta al fronte ed inesperta. I turchi persero 14 000 uomini, 10 000 dei quali solo il 28 giugno.